# Friedrich Jütte
Friedrich Jütte (* 17. Februar 1872 in Meschede; † 23. April 1945 in Berleburg) war ein deutscher Manager und Politiker (DVP).
Jütte machte eine Banklehre und war dann Kaufmann in der Eisenindustrie. 1897 bis 1904 arbeitete er als Bürovorsteher bei den Thyssenschen Werken in Hamborn-Bruckhausen. Im Juni 1904 wurde er kaufmännischer Direktor der Aktiengesellschaft Bremerhütte. Nachdem diese 1917 mit der Storch-Schünefeld Aktiengesellschaft für Bergbau und Hüttenbetrieb, Geisweid bei Siegen, verschmolzen wurde, wurde er Hüttendirektor und Vorstandsmitglied der Gesellschaft.
Er war Mitglied der Handelskammer Siegen und Juni 1927 bis April 1933 Präsident der Industrie- und Handelskammer Siegen. Nach der Machtergreifung der Nationalsozialisten wurde er im Rahmen der „Gleichschaltung“ der Kammern  1933 durch die neuen Machthaber als Kammerpräsident abgesetzt und durch Ottomar Jüngst ersetzt.
Er war Mitglied der DVP. Für diese war er Amtsverordneter, Mitglied des Kreistags und des Kreisausschusses des Kreises Siegen und Mitglied des Landeseisenbahnrates. Von 1919 bis 1925 gehörte er dem Provinziallandtag der Provinz Westfalen an. Dieser wählte ihn am 26. Juni 1923 als stellvertretendes Mitglied des Preußischen Staatsrates. Er blieb bis 1930 in dieser Funktion. 
Er war Ehrenbürger der Universität Münster.